# Club Atlético Juventud
Maillots
Actualités
Dernière mise à jour : 6 mai 2024.
Le Club Atlético Juventud est un club uruguayen de football basé à Las Piedras.

## Historique
- 1935 : fondation du club sous le nom de Club Atlético Ildu
- 1947 : le club est renommé Club Atlético Juventud

## Identité visuelle

### Logo

Évolution du logo
Logo de [Quand ?] à [Quand ?].
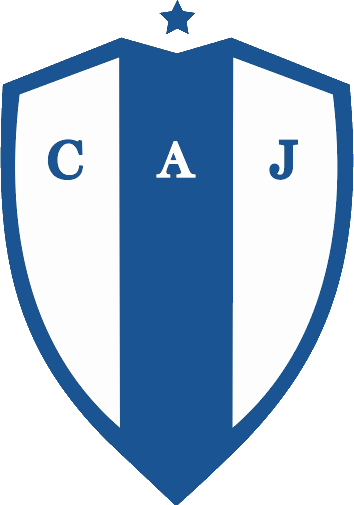
Logo depuis [Quand ?].

## Palmarès
- Championnat d'Uruguay de deuxième division
  - Champion : 1999

## Anciens joueurs
- Miguel Britos
- Sebastián Ribas